# Salzbach (Seemenbach)
Der Salzbach ist ein 7,3 km langer, orografisch linker Nebenfluss des Seemenbachs im hessischen Büdingen.

## Geographie
Der Bach entspringt etwa 4,5 km östlich von Büdingen im Büdinger Wald auf einer Höhe von 331 m ü. NN in Geisweiher. Der Bach fließt zunächst vorrangig in südwestliche Richtungen. Dabei passiert er den Thiergartenweiher, bevor er sich im Süden von Büdingen nach Norden wendet. Im Westen von Büdingen mündet der Salzbach auf 133 m ü. NN linksseitig in den Seemenbach.
Auf seinem 7,3 km langen Weg überwindet der Bach einen Höhenunterschied von 198 m, was einem mittleren Sohlgefälle von 27,1 ‰ entspricht. Sein 13,1 km² großes Einzugsgebiet entwässert der Salzbach über Seemenbach, Nidder, Nidda, Main und Rhein zur Nordsee.

## Flusssystem Nidder
- Fließgewässer im Flusssystem Nidder